# Nephodia flebilis
Nephodia flebilis là một loài bướm đêm trong họ Geometridae.